# 帝力圣母无染原罪主教座堂
帝力圣母无染原罪主教座堂（葡萄牙語：Catedral da Imaculada Conceição）位于东帝汶首都帝力，是天主教帝力總教区的主教座堂。

## 历史
这座教堂的建造计划始于1984年，印尼政府提供了总计约235,000美元的资金。教堂占地10,000平方米，建筑面积1,800平方米，可容纳2,000人。1988年11月2日，帝力圣母无染原罪主教座堂举行了落成典礼，据媒体报道这座教堂是东南亚地区规模最大的天主教堂。帝力的宗座署理嘉祿·斐理伯·西门内斯·贝洛（Carlos Filipe Ximenes Belo）出席了仪式。
1989年10月，教宗若望·保禄二世（Ioannes Paulus PP. II）在此主持了宣福礼仪式。
这座教堂在东帝汶争取国家独立的斗争中发挥了关键作用，像尊敬的贝洛主教（Carlos Filipe Ximenes Belo）这样的宗教领袖曾建议信众秉持耶稣基督的谦逊精神参与国家选举。
在现主教座堂建成之前，帝力最重要的教堂是莫塔尔教堂。

## 新闻动态
2002年4月27日，约2,000名信徒聚集在大教堂，准备迎接从葡萄牙运抵的法蒂玛圣母（Nossa Senhora de Fátima）雕像，这尊圣像作为东帝汶独立庆典的重要环节将进行为期三周的巡展。法蒂玛圣母被尊为东帝汶的主保圣人。出席迎像仪式的有卡洛斯·菲利普·西门内斯·贝洛（Carlos Filipe Ximenes Belo）主教、巴西里奥·纳斯西门托主教及其他宗教界代表。
2007年3月1日，该国新任教廷大使莱奥波尔多·吉雷利總主教在教堂主持弥撒圣祭，随后走访了首都地区的流离失所者营地以及法蒂玛圣母神学院。
东帝汶的两位天主教主教与到访的教廷大使共同呼吁民众停止长期暴力冲突，为民族和解与和平祈祷。2007年3月4日，三人在圣母无染原罪主教座堂联合主持了和平弥撒。
2009年，若瑟·迈亚（José Maia）神父被任命为圣母无染原罪主教座堂的主任司铎。

## 相册

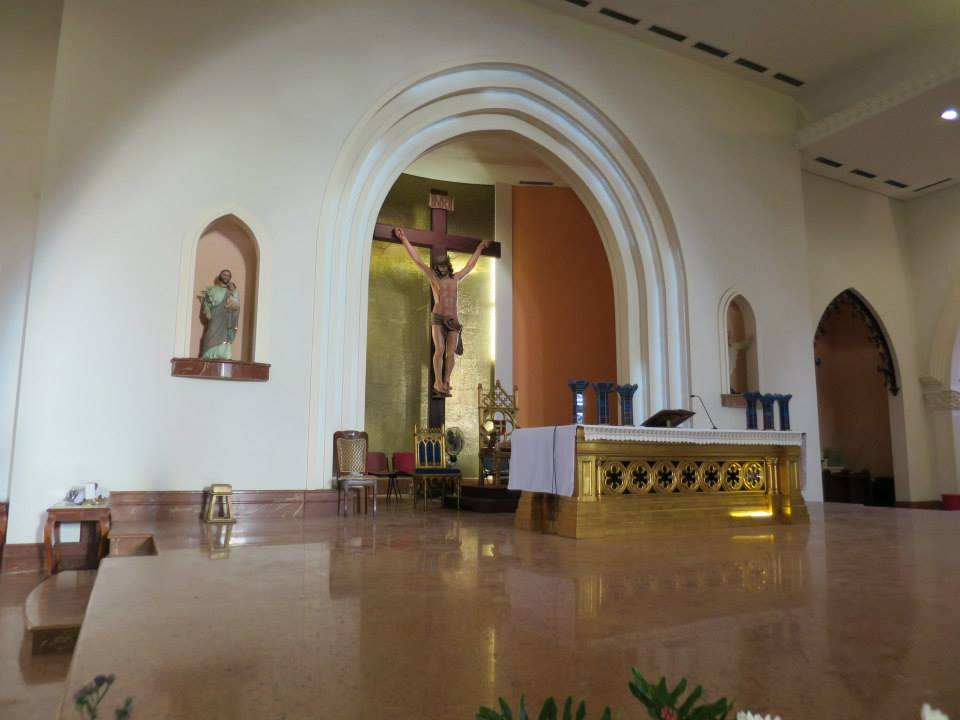
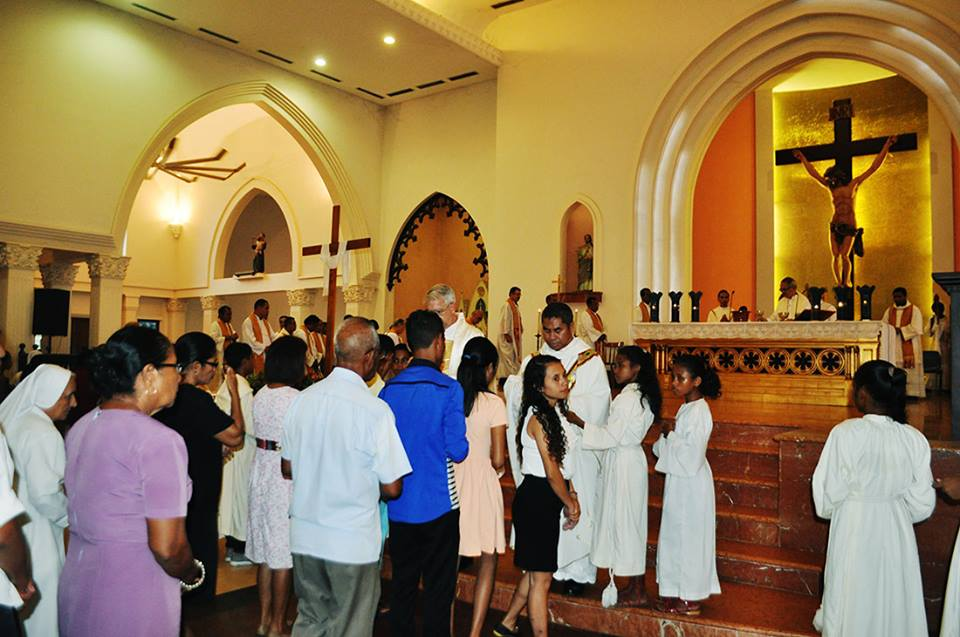
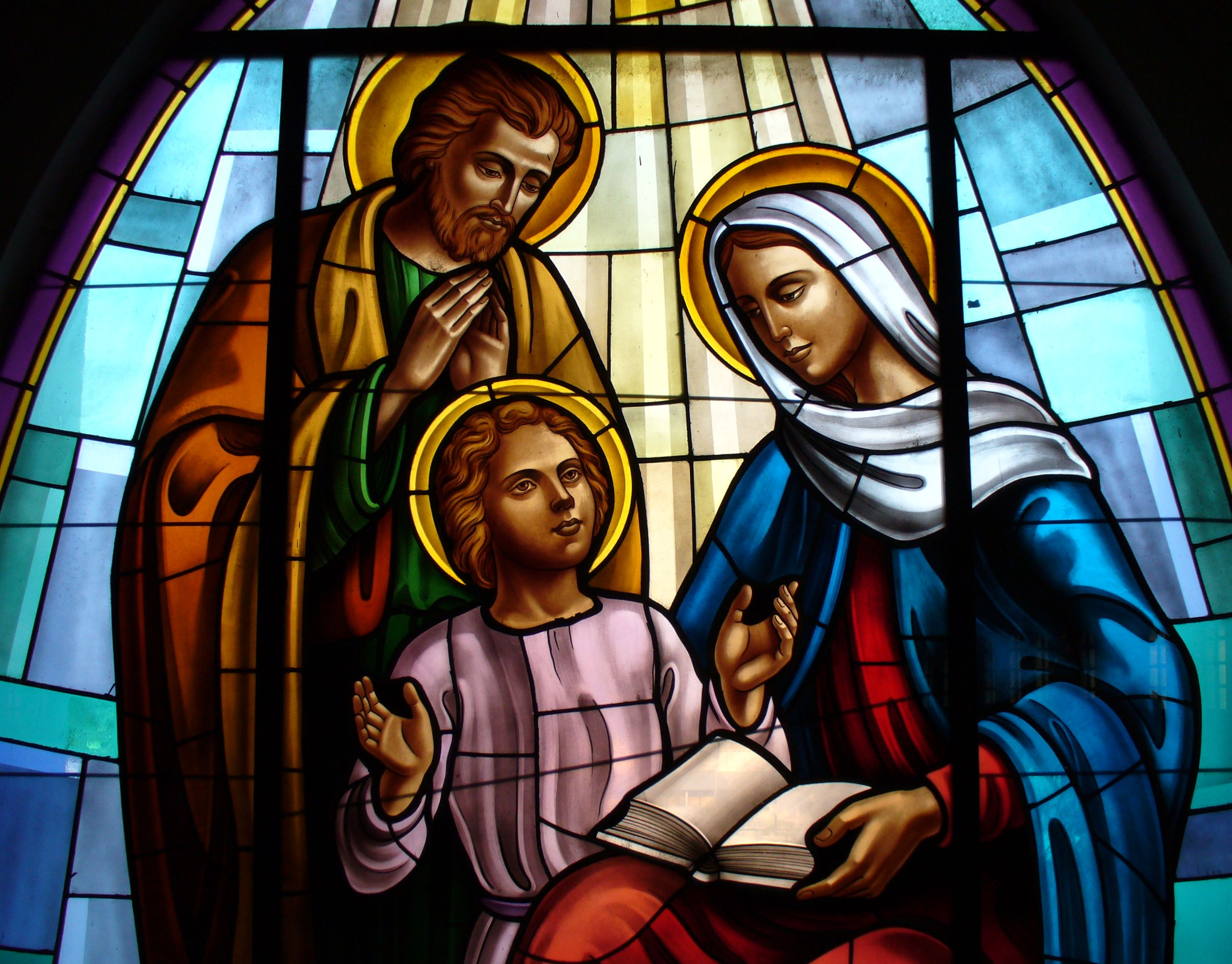